# Концерт для оркестра
Концерт для оркестра, Sz. 116, BB 123 — симфоническое произведение в пяти частях венгерского композитора Белы Бартока. Одно из популярных произведений академической музыки XX века. Созданное в последние годы жизни после вынужденной эмиграции Бартока в США, это произведение, по мнению Витольда Рудзиньского, стало opus vitae композитора.

## Состав и характеристика
Концерт для оркестра состоит из пяти частей:
I. «Интродукция» (Andante non troppo. Allegro vivace) — драматический пролог, «суровая часть» по характеристике композитора;
II. «Игра пар» (Allegretto scherzando) — по характеристике композитора, «развлекательная часть», здесь медные и деревянные духовые инструменты словно соревнуются друг с другом;
III «Элегия» (Andante non troppo) — по характеристике композитора, «торжественная песнь смерти», кульминационная часть, отражающая трагизм Второй мировой войны;
IV. «Прерванное интермеццо» (Allegretto) — переходная часть, в которой, как считается, в саркастической интерпретации звучит тема нашествия из Седьмой симфонии Дмитрия Шостаковича;
V. «Финал» (Pesante. Presto) — в этой части, по характеристике композитора, происходит «утверждение жизни», подводится оптимистический итог и ставится мощная точка.
Как указывал Барток в комментариях к концерту, всё произведение написано как постепенный переход от сурового вступления и мрачной элегии к жизнеутверждающему финалу. Скерцо выбивается из общего ряда, являясь чисто развлекательной частью.
Концерт для оркестра был написан для большого симфонического оркестра c тройным составом духовых, увеличенным числом струнных и двумя арфами.

## История создания
В 1940 году Барток эмигрировал из Венгрии в США, спасаясь от установившегося в стране фашистского режима. Желая помочь испытывавшему определённые финансовые трудности и имевшему проблемы со здоровьем композитору, дирижёр Бостонского симфонического оркестра Сергей Кусевицкий обратился к нему с предложением создать произведение для оркестра. Осенью 1943 года Барток закончил работу, и 1 декабря 1944 года Бостонский симфонический оркестр впервые исполнил Концерт для оркестра. Новое сочинение стало триумфальным для композитора. Оно транслировалось по радио на всю страну и в следующие 10 лет, уже после смерти Бартока, пережило более двухсот исполнений.

## Музыкальный анализ
В Концерте для оркестра Барток обратился к классическим формам, в частности, первая и пятая части написаны в сонатной форме. Произведение сочетает в себе элементы западной музыки и восточно-европейской народной музыки, в особенности венгерской. При этом композитор часто отходит от традиционной тональности, часто используя нестандартные лады и искусственные строи. Знание Бартоком венгерской народной музыки чувствуется во всём произведении: например, вторая главная тема первой части, звучащая в первом гобое, напоминает народную мелодию суженным диапазоном и рваным ритмом. Бурдон у валторн и струнных также указывает на народное влияние.
Состав оркестра:
- три флейты (одна заменяется на флейту-пикколо);
- три гобоя (один заменяется на английский рожок);
- три кларнета (один заменяется на бас-кларнет);
- три фагота (один заменяется на контрафагот);
- четыре валторны;
- три трубы;
- три тромбона;
- туба
- литавры;
- малый барабан;
- большой барабан;
- тарелки;
- треугольник;
- гонг;
- две арфы;
- струнные.

### I. «Интродукция». Andante non troppo — Allegro vivace
Первая часть, начинается с медленного ноктюрнового вступления, которое затем уступает место allegro с многочисленными фугатными проведениями. Часть написана в сонатной форме.

### II. «Игра пар». Allegro scherzando
Вторая часть, получившая подзаголовок «Игра пар», разделена на пять подчастей, каждая из которых тематически отличается от остальных, противопоставляя друг другу различные пары инструментов. В каждом пассаже пары разделяет разный интервал: у фаготов это малая секста, у гобоев — малая терция, у кларнетов — малая септима, у флейт — квинта, у труб с сурдиной — большая секунда. В начале и конце части вступает малый барабан, который отстукивает ритм.
Хотя в опубликованных партитурах вторая часть имеет подзаголовок, в рукописи Бартока он отсутствовал вплоть до момента выпуска гранок. Чуть позднее Барток добавил в рукопись слова «Presentando le coppie» или «Presentation of the couples», и добавление подзаголовка было включено в список необходимых исправлений после корректуры. Поскольку подзаголовок имеется в окончательной версии гранок и считается, что композитор считал его необходимым, он сохранён в последующих публикациях. В оригинальном издании 1946 года эта часть имеет неверное обозначение темпа для метронома, что заметил Георг Шолти, готовивший концерт для записи. Был указан медленный темп 74, и только партия малого барабана содержала более подходящий для allegro scherzando темп 94.

### III. «Элегия». Andante non troppo
В третьей части снова звучит ноктюрн, типичный для музыки Бартока. Здесь разрабатываются три темы, в основном заимствованные из первой части.

### IV. «Прерванное интермеццо». Allegretto
Четвёртая часть включает в себя плавную мелодию с переменным размером, в которую добавлены цитаты арии «Da geh' ich zu Maxim» из оперетты Франца Легара «Весёлая вдова», что полностью подтвердил друг композитора, пианист Дьёрдь Шандор. Более поздняя идея, что Барток высмеивал тему нашествия из Седьмой симфонии Дмитрия Шостаковича, появилась из-за неверно понятого заявления сына Бартока, Петера. Более вероятна версия, что оба композитора взяли за основу популярную мелодию Легара. Главная тема части прерывается глиссандо тромбонов и деревянных духовых. В этой части в начале второй главной темы вступают литавры, на протяжении 20 секунд играющие 10 различных по высоте звуков. Общая структура части «ABA-прерывание-BA».

### V. «Финал». Pesante — Presto
В быстрой танцевальной пятой части повторяющаяся главная тема противопоставляется ярким фугато и народным мелодиям. Вновь используется сонатная форма. По своей мощи часть восходит к бетховенским традициям и утверждает идею единства народов.

## Записи
- 1946: Питтсбургский симфонический оркестр, дирижёр Фриц Райнер. 12″ LP. Columbia ML 4102 (mono). New York: Columbia Records[12]
- 1953: Филармонический оркестр, дирижёр Герберт фон Караян. 12″ LP. ANG 35003. Hollywood: Angel Records.
- 1954: Филадельфийский оркестр, дирижёр Юджин Орманди. 12″ LP. Columbia ML 4973. New York: Columbia[13]
- 1956: Чикагский симфонический оркестр, дирижёр Фриц Райнер. 12″ LP. RCA[14]
- 1956: Оркестр романской Швейцарии, дирижёр Эрнест Ансерме, также включает Концерт для семи духовых, ударных и струнных Фрэнка Мартина. Decca LXT 5305; London CS-6086; Decca Eclipse (stereo). London: Decca[15]
- 1958: Королевский филармонический оркестр, дирижёр Рафаэль Кубелик, также включает «Два портрета» Бартока (op. 5). 12″ LP. [Hollywood]: Capitol Records[16]
- 1960: Нью-Йоркский филармонический оркестр, дирижёр Леонард Бернстайн. Запись в St. George Hotel, Бруклин, Нью-Йорк, 30 ноября 1959 года. 12″ LP. Columbia MS 6140 (stereo). New York: Columbia Records
- 1962: Бостонский симфонический оркестр, дирижёр Эрих Лайнсдорф. Запись в Symphony Hall, Бостон. 12″ LP. RCA Victor LM-2643 (mono). New York: RCA Victor[17]
- 1965: Кливлендский оркестр, дирижёр Джордж Селл, включает Симфониетту Леоша Яначека. 12″ LP. Columbia ML 6215 (stereo). New York: Columbia[18]
- 1965: Лондонский симфонический оркестр, дирижёр Георг Шолти. 12″ LP. Decca SXL 6212 (stereo). London: Decca